# FC Utrecht
Az FC Utrecht egy 1970-ben alapított holland labdarúgócsapat.

## Története
1970-ben jött létre három klub egyesülésével: DOS, Elinkwijk és Velox.
Az 1980-as években többször is szerepelt az UEFA-kupában.
FC Utrecht még sosem esett ki a holland első osztályból.

## Jelenlegi keret
2023. február 28-i állapot szerint.
| #  |     | Poszt | Név                                                   |
| -- | --- | ----- | ----------------------------------------------------- |
| 1  | GRE | K     | Vasilis Barkas (kölcsönben a Celtic csapatától)       |
| 16 | NED | K     | Fabian de Keijzer                                     |
| 31 | NED | K     | Thijmen Nijhuis                                       |
| 32 | NED | K     | Calvin Raatsie                                        |
| 2  | NED | V     | Mark van der Maarel                                   |
| 3  | NED | V     | Tommy S. Jago                                         |
| 5  | NED | V     | Hidde ter Avest                                       |
| 14 | NED | V     | Ramon Hendriks (kölcsönben a Feyenoord csapatától)    |
| 17 | SUR | V     | Sean Klaiber                                          |
| 21 | NED | V     | Django Warmerdam                                      |
| 24 | NED | V     | Nick Viergever ()                                     |
| 25 | NED | V     | Ruben Kluivert                                        |
| 27 | FRA | V     | Modibo Sagnan (kölcsönben a Real Sociedad csapatától) |
| 33 | NED | V     | Mike van der Hoorn                                    |

| #  |     | Poszt | Név                                                  |
| -- | --- | ----- | ---------------------------------------------------- |
| 6  | GER | KP    | Can Bozdogan (kölcsönben a Schalke 04 csapatától)    |
| 7  | DEN | KP    | Victor Jensen                                        |
| 8  | NED | KP    | Luuk Brouwers                                        |
| 10 | USA | KP    | Taylor Booth                                         |
| 18 | NED | KP    | Jens Toornstra                                       |
| 20 | MAR | KP    | Zakaria Labyad                                       |
| 22 | NED | KP    | Sander van de Streek                                 |
| 23 | NED | KP    | Bart Ramselaar                                       |
| 26 | BEL | KP    | Othmane Boussaid                                     |
| 33 | EST | KP    | Rocco Robert Shein                                   |
| 9  | GRE | CS    | Anastasios Douvikas                                  |
| 11 | GER | CS    | Amin Younes (kölcsönben a Al-Ettifaq csapatától)     |
| 19 | BEL | CS    | Anthony Descotte (kölcsönben a Charleroi csapatától) |
| 28 | NED | CS    | Bas Dost                                             |
| 30 | JPN | CS    | Naoki Maeda (kölcsönben a Nagoya Grampus csapatától) |

## Kölcsönben
| # |     | Poszt | Név                                                                        |
| - | --- | ----- | -------------------------------------------------------------------------- |
|   | NED | CS    | Remco Balk (a Cambuur csapatánál 2023. június 30-ig)                       |
|   | MAR | CS    | Mimoun Mahi ( a Cambuur csapatánál 2023. június 30-ig)                     |
|   | NED | V     | Djevencio van der Kust ( a Houston Dynamo csapatánál 2023. december 30-ig) |

## Visszavonultatott mezszámok
4 - David di Tommaso emlékére

## Sikerei
- Holland bajnok - 1958
- Holland Kupa-győztes - 1985, 2003, 2004
  - Ezüstérmes - 1982, 2002
- Johan Cruijff Shield-győztes - 2004